# دیانا گاندگا
دیانا گاندگا (انگلیسی: Diana Gandega؛ زادهٔ ۲ ژوئن ۱۹۸۳) بازیکن زن بسکتبال متولد فرانسه اهل مالی بود. وی در بازی‌های المپیک تابستانی ۲۰۰۸ شرکت کرده است.